# Givskud Zoo
Givskud Zoo is een dierentuin die gelegen is in Givskud, Vejle, Denemarken. De dierentuin staat bekend om het hebben van grote verblijven en bijna uitgestorven dieren, waaronder de Aziatische olifant, de Bandro en de witte neushoorn. Hierdoor is de dierentuin ook onderdeel van een groot internationaal fok-programma. Het park heeft een oppervlakte van 120 hectare, waarvan 65 hectare is volgebouwd.
De dierentuin is geopend op 12 augustus 1969 door Jacob Hansen onder de naam 'Løveparken' (het leeuwenpark) en had leeuwen als enige dieren. Op het moment van opening was deze dierentuin de eerste dierentuin in Denemarken met loslopende leeuwen. Aangezien dit een groot succes bleek, werd in de jaren daarna flink uitgebreid met meerdere diersoorten.
Nadat in 1971 Jacob Hansen gestorven was, bleef het park in de handen van de familie Hansen tot 1983. Hierna werd het een onafhankelijke dierentuin en werd de naam veranderd in Givskud Zoo. Givskud Zoo werd in 1989 erkend door de staat, waarna het jaarlijks een subsidie krijgt van de Deense overheid van Cultuur.
In Givskud Zoo heeft de bezoeker de mogelijkheid om zelf met de auto of met een bus een safari tussen de dieren door te maken.
In 2019 viert het park zijn 50-jarig jubileum. Vanwege dit jubileum wordt er een nieuw stuk aan het park toegevoegd, met de naam 'Zootopia'.

## Diersoorten
De dierentuin bezit ongeveer 70 diersoorten. Hieronder staat de onvolledige lijst van diersoorten.
- Alpaca
- Amerikaanse bizon
- Aziatische olifant
- Waterbuffel
- Kameel
- Bandro
- Berberaap
- Ara
- Bongo
- Grijze wolf
- Chileense flamingo
- Dwergnijlpaard
- Zeboe
- Elandantilope
- Gemsbok
- Grijze roodstaartpapegaai
- Guanaco
- Indische antilope
- Witstaartgnoe
- Zuidelijke witte neushoorn
- Reuzenotter
- Afrikaanse buffel
- Capybara
- Ringstaartmaki
- Leeuw
- Zebra
- Cavia
- Shetlandpony
- Witsnuitneusbeer
- Nandoe
- Nijlgau
- Ouessantschaap
- Blauwe pauw
- Przewalskipaard
- Rode panda
- Lemur
- Rothschildgiraffe
- Sabelantilope
- Moormaki
- Springbok
- Struisvogel
- Ezel
- Geit
- Westelijke laaglandgorilla
- Wapiti
- Watusirund
- Yak
- Zebramangoeste

## Fokprogramma's
Het park neemt deel aan meerdere internationale fokprogramma's en coördineert en beheert de EEP-stamboeken voor de leeuw en de sabelantilope.

## Galerij

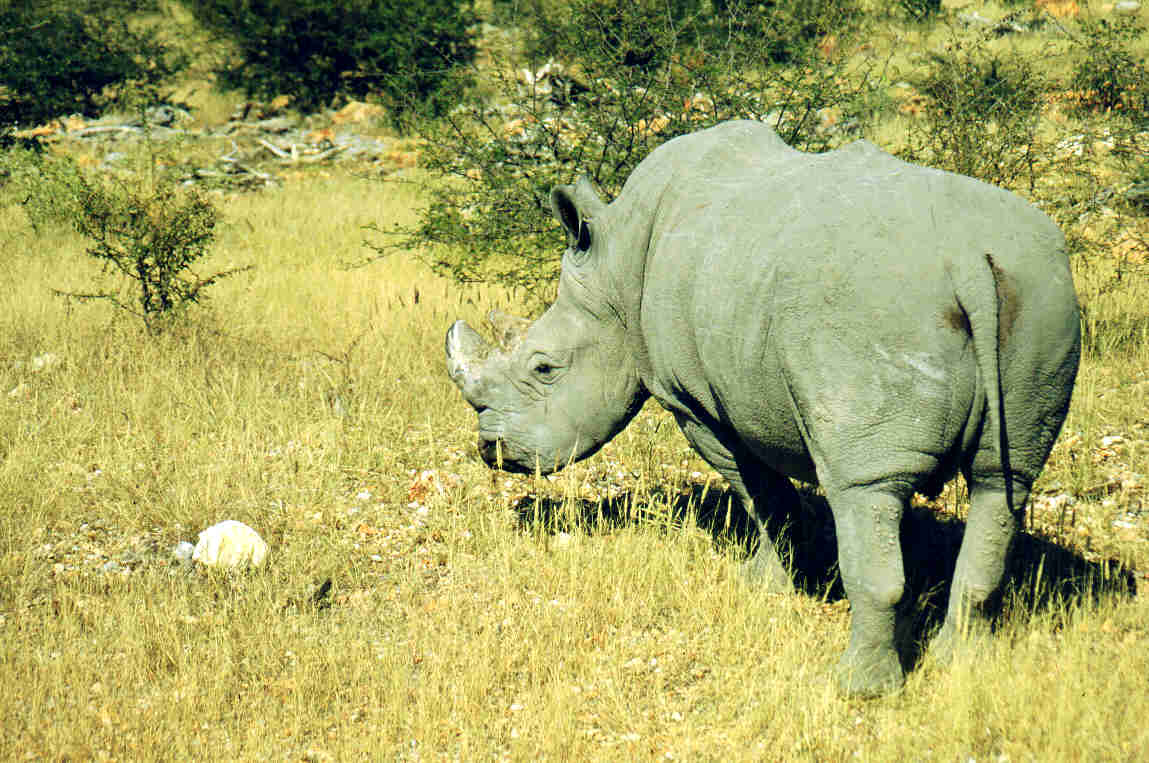
Zuidelijke witte neushoorn
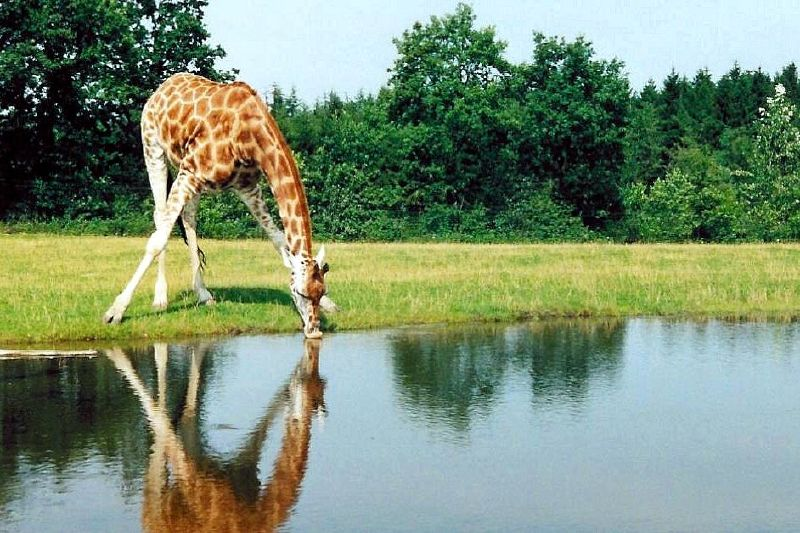
Rothschildgiraffe
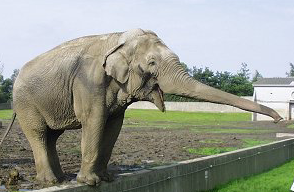
Aziatische olifant
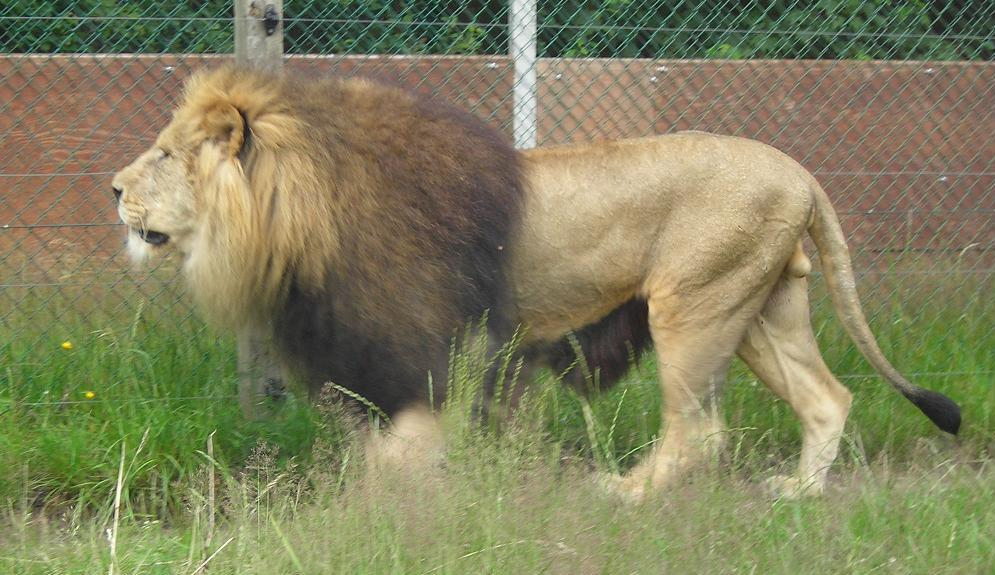
Leeuw
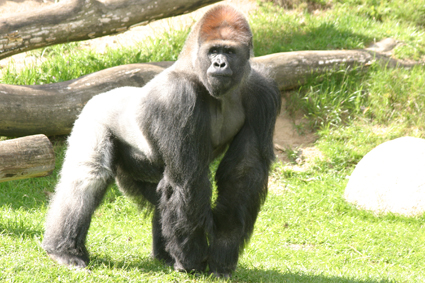
Samson, een westelijke laaglandgorilla